# Coleotrype
Coleotrype es un género de plantas con flores de la familia Commelinaceae. Comprende 9 especies descritas y   aceptadas.

## Taxonomía
El género fue descrito por Charles Baron Clarke y publicado en Monographiae Phanerogamarum 3: 120, 238. 1881. La especie tipo es: Coleotrype natalensis C.B.Clarke 

## Especies aceptadas
A continuación se brinda un listado de las especies del género Coleotrype aceptadas hasta noviembre de 2013, ordenadas alfabéticamente. Para cada una se indica el nombre binomial seguido del autor, abreviado según las convenciones y usos.
- Coleotrype baronii Baker
- Coleotrype brueckneriana Mildbr.
- Coleotrype goudotii C.B.Clarke
- Coleotrype laurentii K.Schum.
- Coleotrype lutea H.Perrier
- Coleotrype madagascarica C.B.Clarke
- Coleotrype natalensis C.B.Clarke
- Coleotrype synanthera H.Perrier
- Coleotrype vermigera H.Perrier